# ひまわり武芸帖
『ひまわり武芸帖』は森下裕美による漫画。

## 概要
COMICアクションキャラクター（双葉社）にて1988年から1990年にかけてまで連載された。森下裕美の時代劇4コマ漫画作品のひとつだが、ストーリー漫画的な色合いが強い。

### 作品内容
公儀隠密を父に持つ堀切勇矢はお役目が終わった事を父に伝えるようにとの母の命によって幼いながらも旅をする事に。そんな中、勇矢はひまわり十九郎と名乗る浪人と出会い、共に旅をする事になる。

## 登場人物

### 主要登場人物
堀切 勇矢（ほりきり ゆうや）
主人公。公儀隠密を父に持つ7歳の少年。母の命で父を探す旅に出るが。たまたま出会ったひまわり十九郎を頼る事になる。道中色々な事件に巻き込まれる事になる。年齢相応の純真さと年齢以上の精神的なタフさを持つ。作中きっての常識人で良識派だが、荒れることもある。
ひまわり 十九郎（ひまわり じゅうくろう）
出自・年齢ともに不明の浪人者。この名前も仮の名前（用心棒のパロディ）。かなりの怪力の持ち主。胡散臭く根に持つところがあり、犯罪者紛いの事も平気でやるが、意外と面倒見が良く気のいい部分もあり、友人を作る能力は意外とある。
お駒（おこま）
道中で勇矢、ひまわりと知り合った14歳の少女。登場当初は文盲だったが、勇矢やひまわり達と出会ってから勉強するようになる。正体は5歳の時に盗賊にさらわれてしまった江戸日本橋の池田屋なる大店の娘だった。
河童
見世物小屋から逃亡してきた際に勇矢たちと出会い、そのまま旅をする事になった。琵琶湖出身。実は河童の国の王子。
作者・森下のほかの作品に登場するキャラクターの一つである。

### 勇矢の家族
勇矢の父
公儀隠密。勇矢とは（連載開始から）3年程会っていなかった。最終回近くにて邪気のついた槍によって悪人となり、河童の国を襲う悪党として登場。山じじいによって正気に戻った後、勇矢と共に江戸に帰った。
勇矢の母
美人と呼ばれている勇矢の母。しかし自分は息子を旅させておいて楽をしていたりするちゃっかりした性格。
ばあや
堀切家に仕える。勇矢の身の安全を心配している。

### 裸の殿様関連
裸の殿様
ひょんな事からひまわり達と知り合ったある藩の殿様。基本的にはいつも無口で笑顔だが、ふんどし一丁で風変わりな趣味を持つ。意外と良識派。蓮花達（後述）の主君の奥方の妹の夫の友人の兄。後に竹（後述）を妻に迎え、その縁で蓮花の身の安全を助けた。
家老
裸の殿様の家臣。主君の奇行に悩みながらも忠実に仕えている。

### 山じじい関連
山じじい
山に住む妖術使い。変身術や幻術の使い手。悪戯っぽい所はあるが、ひまわり達とは仲が良く、しばしば助けてくれる。最終回では、ひまわりと旅をする手筈だったが、蓮花と再会したひまわりを遠くから見守ることにした。
山小屋の主
山の下の村の庄屋の三男坊だったが、ある事件にてあらぬ疑いをかけられてから山の中に籠もり、孤独に暮らしていた。
杉作（すぎさく）
山の下の村に住む百姓だが、実は江戸から来た公儀隠密の一人。勇矢の父とは知り合い。村の女性との間に子どもがいるが、実は不義密通の子というもの。

### くの一たちの関連
蓮花（れんか）
尾張からの密偵からひまわりが受け取った或る密書を巡り、ひまわり達を付け狙う奥州のある藩のくの一3人組のリーダー格。真面目で任務には忠実だが、忍としては情に厚すぎたり腕前そのものからして忍としての能力は高いとは言い難い。仲間達が離脱していく後も単身ひまわり達を尾張まで追う。ひまわりとは敵味方でありながら時として共闘を経験して、最終的には和解をした。最終回で、ひまわりと再会して旅に出た（もともと、ひまわりは山じじいと旅をするつもりであり、蓮花に変身した山じじいと勘違いしていた）。
梅（うめ）
蓮花、竹と共にひまわりを狙うくの一の一人。かなりの天然ボケ。半蔵とは恋人同士。途中で任務を放棄して半蔵と逃亡。その後は半蔵と結婚して旅芸人をしていたが、竹の下で庇護を受ける事になる。
竹（たけ）
蓮花、梅と共にひまわりを狙うくの一の一人。しっかり者だが見栄っ張りの所があり、故郷の母親には「さる大名のお側妾に召し抱えられた」と嘘をついていた。しかしその後、裸の殿様に妻として迎えられるという玉の輿を果たす。故郷の村から母を呼び寄せたり、かつての仲間に便宜を図ったりなど、情に厚い。
忍の棟梁
蓮花達の上司に当たる総髪の老人。
半蔵（はんぞう）
梅と恋仲にある方言丸出しの忍者。通称・半人前の半蔵。梅と共に抜け忍となり、添い遂げる事に。
竹の母
老齢にあるが、しっかりとした性格で洞察力もある。竹が結婚した後は城内で暮らしていると思われる。
尾張の殿様
蓮花たちが狙っていた密書をひまわりから受け取り、歓待した人。領国経営の面では割と優れていると思われるが、家臣たち等への態度は極めて横暴。ひまわりの取り成しで蓮花の藩と友好関係を築くことになったが、その手紙の文面も不遜なもので書き直しを要求されるほど（要求には応じたが）。

### お駒の実家関連
お駒の父
江戸･日本橋の大店、池田屋の主。
お駒の母
どういう訳か、ニセ者をずっと自分の娘として育ててきた。実の娘であるお駒と対面した時に「よかった…」と漏らしていた。
ニセお駒
出自不明。強烈な風貌と忍術を使うなど凄まじい戦闘力を持つ。持参金付きでの輿入れが決まっている。
丁稚
池田屋に仕える丁稚の少年。相当酷い目に遭わされていたらしく、本物のお駒が戻ってきた際にはニセお駒を刺し殺そうとした。

### お山のきょうだい
桜（さくら）
山に住むきょうだいの二番目。多くいる弟妹らを養っていく為にやむなく野盗紛いのことをさせられているが、本来は心優しく良識的で勇敢な少女。男言葉を話す。河童が密かに思いを寄せていた。
藤（ふじ）
山に住むきょうだいの長女で、桜の姉。清楚で虫を殺さぬ雰囲気を持つが、桜に強盗をさせたり阿片を吸引したりなどの問題人物。
おまけに強盗殺人の腕においては妹以上に巧みであり、趣味を訊かれた際には強盗殺人と答え、「そんな自分が結構好きなんだ」と豪語する等、非常に性質が悪い。
琵琶湖にまでやってきて万能の薬である河童の皿を狙いに来たりと、非常に行動的。

### 河童関連
河童大王
琵琶湖の河童の王で、河童の父。王冠と口ひげを生やしている。大怪我を負いながらも息子とその婚約者を冷やかす余裕を持つ。
河童の王妃
河童の母。
ピー子
親が決めた河童の婚約者。

## 単行本
双葉社より通常版と文庫版でそれぞれ発行されている。いずれも単巻。
通常版巻末収録の作者による「あとがきだ　こんな生活」では作者特有の毒気の混じったあとがきが書かれている。